# Епархия Чимботе

 Епархия Чимботе  (лат. Dioecesis Cimbotiensis) — епархия Римско-Католической церкви с центром в городе Чимботе, Перу. Епархия Чимботе входит в митрополию Трухильо. Кафедральным собором епархии Чимботе является церковь Пресвятой Девы Марии Кармельской и святого Петра.

## История
26 ноября 1962 года Римский папа Иоанн XXIII издал буллу «Ecclesiae Propositum», которой учредил территориальную прелатуру Чимботе, выделив её из епархии Уараса. 6 апреля 1983 года Римский папа Иоанн Павел II издал буллу «Pastoralis cura», которой преобразовал территориальную прелатуру Чимботе в епархию.

## Ординарии епархии
- епископ James Edward Charles Burke (8.03.1965 — 2.06.1978)
- епископ Luis Armando Bambarén Gastelumendi (2.06.1978 — 4.02.2004)
- епископ Ángel Francisco Simón Piorno (4.02.2004 — по настоящее время)

## Источник
- Annuario Pontificio, Ватикан, 2007
- Булла Ecclesiae propositum, AAS 55 (1963), стр. 939  (лат.)
- Булла Pastoralis cura, AAS 75 (1983) I, стр. 803]  (лат.)